# Golden Hour (canción)
Golden Hour es una canción interpretada por el cantautor estadounidense Jvke . Fue lanzada como sencillo, el 15 de julio de 2022, se volvió viral en TikTok a finales de año.

## Rendimiento gráfico y recepción crítica.
La canción alcanzó el top 10 en Estados Unidos, además de aparecer en las listas de Canadá, Australia, Alemania, Irlanda, Países Bajos, Reino Unido, Nueva Zelanda y Suiza.

Jason Lipshutz de Billboard escribió: 
Golden Hour tiene una fórmula ganadora: versos semi-rapeados llenos de observaciones románticas y referencias a la música moderna, que hierven en un enorme coro canturreado desde las entrañas. Hay que reconocer que Jvke, clava el tira y afloja en el corazón de la canción, lo suficientemente ágil como para sonar indiferente durante el período previo, para luego darlo todo en el gancho, mientras que la línea de piano acelerando debajo de él es una pieza de producción memorable que al mismo tiempo no genera una distracción de la toma vocal. 
Otros escritores de Billboard llamaron a la canción una «balada pop exuberante, increíblemente bien elaborada, con un sonido fresco, de un prodigioso cantautor, con un frenético gancho de piano, voces altísimas, ornamental producción, una majestuosa presentación y la sensación de un drama orquestal». 
Erica Campbell de NME calificó la canción como una «balada brillante» y una «canción de amor lenta, repleta de teclas y cuerdas». 

## Remezclas
También realizaron remezclas: Illenium & Nurko, Jungle, Ruel, Anton Powers, Shirley Setia, Henry Lau, A7S, blond, Leon Leiden, Fujii Kaze, minLee, R3HAB, Seven Kayne y SB19.
Martin Urrutia versionó la canción en la Gala Final de Operación Triunfo 2023, versión que se encuentra recogida en su álbum recopilatorio Lo mejor de Martin Urrutia.

## Presentaciones
| Región | Fecha                   | Formato(s)                   | Versión                                                       | Etiqueta | Ref.   |
| ------ | ----------------------- | ---------------------------- | ------------------------------------------------------------- | -------- | ------ |
| Varios | 15 de julio de 2022     | Descarga digital o streaming | Original, violonchelo, lenta, rápida                          | AWAL     |        |
| Varios | 5 de agosto de 2022     | Descarga digital o streaming | Remezcla de India con Shirley Setia. Remezcla de Anton Powers | AWAL     |        |
| Varios | 7 de octubre de 2022    | Descarga digital o streaming | Remezcla de Illenium y Nurko                                  | AWAL     | [ 4 ]  |
| Varios | 28 de octubre de 2022   | Descarga digital o streaming | Remezcla de Jungle                                            | AWAL     | [ 5 ]  |
| Varios | 18 de noviembre de 2022 | Descarga digital o streaming | Remezcla de Chinese con Henry. Remezcla de Ruel y Dekko.      | AWAL     |        |
| Varios | 25 de noviembre de 2022 | Descarga digital o streaming | Remezcla de A7S y Holiday.                                    | AWAL     |        |
| Varios | 30 de diciembre de 2022 | Descarga digital o streaming | Remezcla de Carta                                             | AWAL     | [ 6 ]  |
| Varios | 1 de febrero de 2023    | Descarga digital o streaming | Remecla de French con Blond                                   | AWAL     | [ 7 ]  |
| Varios | 31 de marzo de 2023     | Descarga digital o streaming | León Leiden                                                   | AWAL     | [ 8 ]  |
| Varios | 21 de abril de 2023     | Descarga digital o streaming | Remezcla de Fujii Kaze                                        | AWAL     | [ 9 ]  |
| Varios | 7 de julio de 2023      | Descarga digital o streaming | Remezcla de SB19                                              | AWAL     | [ 10 ] |
| Varios | 19 de febrero de 2024   | Descarga digital o streaming | Versión de Martin Urrutia                                     | UMG      | [ 11 ] |